# Belaventura
Belaventura é uma telenovela brasileira produzida pela RecordTV em parceria com a produtora Casablanca, exibida entre 25 de julho de 2017 e 26 de janeiro de 2018 com o total de 134 capítulos, substituindo a reprise de A Escrava Isaura e sendo substituída pela reprise de Os Dez Mandamentos. Foi a 28.ª novela exibida pela emissora desde a retomada da dramaturgia em 2004. Escrita por Gustavo Reiz com colaboração de Aline Garbati, Jussara Fazolo, Mariana Vielmond e Marco Borges, tendo direção geral de Ivan Zettel e direção artística realizada por Zettel em parceria com Roberto Bomtempo, Leonardo Miranda, Armê Manente e Rogério Passos. Foi a terceira telenovela brasileira gravada em resolução 4K (UHDTV), formato superior ao HD usada nas produções até então, utilizando-se da mesma tecnologia dos filmes estadunidenses.
Conta com Bernardo Velasco, Rayanne Morais, Helena Fernandes, Floriano Peixoto, Giselle Itié, Kadu Moliterno, Camila Rodrigues e Adriana Birolli nos papéis principais.

## Produção
"Sou formado em História e minha escolha se deu justamente por causa da História Medieval. Os romances de capa e espada, a cavalaria, as lendas medievais, os contos de fadas, todo esse material serviu como base."

— Gustavo Reiz sobre as inspirações que buscou para Belaventura.
Em maio de 2016 Gustavo Reiz apresentou para a emissora a sinopse de uma telenovela ambientada na Idade Média, popularmente conhecida como Era Medieval, o qual abordaria um romance ao clássico estilo "realeza e plebeu" em um reino fictício.  Apesar de ter apresentado um novo projeto, na época Gustavo era autor de Escrava Mãe, que ainda estrearia em 31 de maio, sendo que esta já estava totalmente gravada. Ainda aquele mês o projeto foi aprovado e o autor teve aval positivo para começar escrever. Em 24 de maio é anunciado que o título provisório seria Belaventura, embora este não tivesse sido alterado. Logo após, Ivan Zettel foi anunciado como diretor, repetindo a parceria com Gustavo de Luz do Sol, Dona Xepa e Escrava Mãe.
Em julho o autor entregou o roteiro dos primeiros dez capítulos, os quais tiveram avaliação positiva pela supervisão de teledramaturgia da emissora, podendo continuar o trabalho. Na mesma época a trama entrou em fase de orçamento, no qual o departamento financeiro avaliou os custos e a probabilidade da história ser gravada, aprovando-a logo após.  A primeira reunião com o elenco aconteceu em 3 de dezembro. Segundo Gustavo, a ideia de escrever uma telenovela medieval veio depois de uma viagem pela Europa, no qual ele visitou museus e castelos da época, rendendo-lhe diversas ideais para a trama. Durante entrevista, o autor explicou que sua graduação em História foi decisiva tanto na escolha da temática, quanto no conhecimento que exercia sobre a época, citando os contos míticos medievais de Rei Artur, Robin Hood, Dom Quixote e Joana d'Arc como inspirações para a criação dos personagens e enredo central de Belaventura, salientando que teve liberdade poética para introduzir elementos atemporais também.
Gustavo também explicou que abordaria da trama mais que o romance entre um príncipe e uma plebeia, tendo também outras temáticas interessantes que ocorreram na época, como guerras, a Peste Negra – que dizimou um terço da população europeia –, a Inquisição, a caça às bruxas e as justas: "O período medieval é muito rico e repleto de histórias, lendas e tipos que já fazem parte do nosso imaginário. Mergulhei em pesquisas para trazer elementos atraentes para o público". As gravações da primeira fase começaram em 30 de março, enquanto a segunda fase teve o início das filmagens em 29 de maio. A trama teve ao todo 134 capítulos.

### Cenografia e figurinos

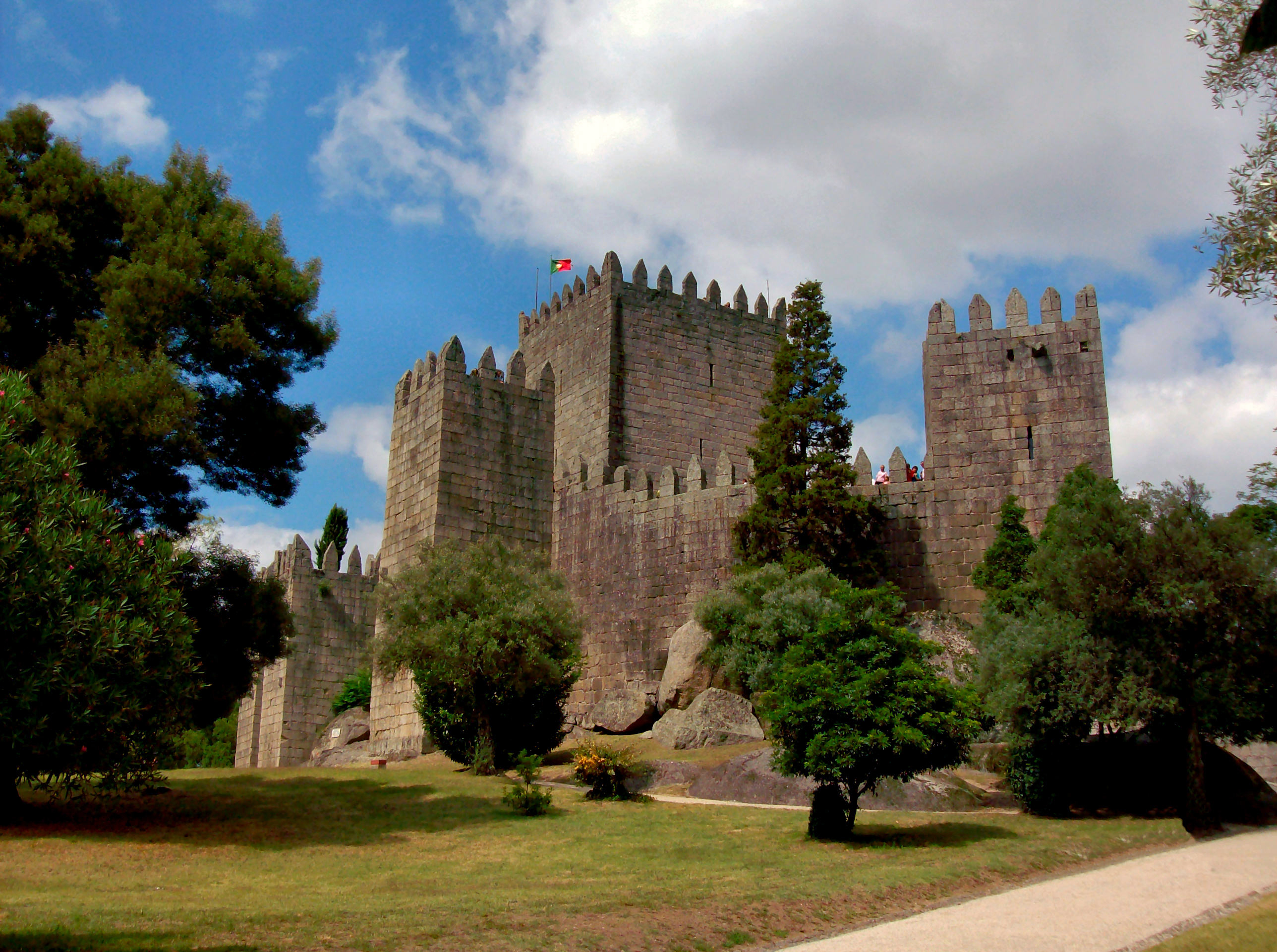
O Castelo de Guimarães, em Portugal, serviu de inspiração para os castelos cenográficos da trama.

Em 26 de agosto de 2016 a emissora anunciou que pretendia gravar os primeiros capítulos, condizentes a primeira fase da telenovela, na Europa, utilizando como locação castelos reais da época. Em setembro foi revelado que Portugal serviria de locação, tendo cenas registradas no Castelo de Santa Maria da Feira, na cidade de mesmo nome. No início de 2017 a direção desistiu de gravar os primeiros capítulos fora do Brasil, avaliando que o valor alto do euro na ocasião, que estava inflacionado, superfaturaria o orçamento, sendo que apenas as cenas aéreas dos bosques e montanhas foram captadas na área campestre da cidade portuguesa de Guimarães, servindo de plano-geral para a reprodução digital do castelo da trama. Originalmente pretendia-se montar a cidade cenográfica nos estúdios do Polo Cinematográfico de Paulínia, em São Paulo, onde já havia sido realizada Escrava Mãe. Logo após, no entanto, a emissora decidiu manter as gravações no Rio de Janeiro, centradas nos Casablanca Estúdios – antigo RecNov –, onde são gravadas as telenovelas da emissora desde 2005, evitando a perda de tempo com locomoção semanalmente.
A cenógrafa Liane Uderman ficou responsável pela ambientação e pela criação artística do cenário, tendo apenas quatro meses para erguer toda a estrutura. Ao todo, a cidade cenográfica foi construída em um espaço de 5.000m², no qual produziu não só o castelo principal, como também os castelos adjacentes do duque e do conde, além do vilarejo e as casas camponesas. As cenas externas utilizaram como cenário a área campestre pertencente à emissora, localizada no bairro de Vargem Grande, tendo ainda um lago artificial construído para compor o ambiente. O castelo cenográfico principal teve toda sua arquitetura e interior inspirado no Castelo de Guimarães, de Portugal. O figurinista Severo Luzardo ficou responsável pela pesquisa e criação dos vestuários da produção, viajando para o Marrocos buscar novidades em tecidos, pedrarias e peças gerais que pudessem ser utilizadas nos termos medievais. O figurinista montou uma equipe de alfaiates especialistas em chapelaria e adereços de metal e couro, sendo que parte do figurino foi produzido no país estrangeiro pelos mesmos profissionais que produzem as roupas do rei Maomé VI de Marrocos e toda a família real marroquina.

### Escolha do elenco

Bernardo Velasco e Rayanne Morais caracterizados como os protagonistas Enrico e Pietra.

Thaís Fersoza chegou a ser reservada para a protagonista a pedido do autor, uma vez que ela esteve em todos os trabalhos anteriores dele – Os Ricos Também Choram, Sansão e Dalila, Dona Xepa e Escrava Mãe. Thaís, no entanto, pediu dispensa em dezembro de 2016, quando descobriu estar grávida de seu segundo filho. A protagonista ficou para Rayanne Morais, lançada como revelação da emissora. Em 28 de setembro Dudu Azevedo foi anunciado como o príncipe Enrico, protagonista da trama, porém o ator foi remanejado para o papel principal de O Rico e Lázaro um mês depois. Apenas em 10 de janeiro de 2017 Bernardo Velasco foi anunciado como substituto para o papel.
Fernando Pavão, Sérgio Marone e Adriana Garambone foram cotados para o elenco, no entanto, os dois foram reservados para Apocalipse, e Adriana para O Rico e Lázaro. Ângela Leal foi o primeiro nome confirmado para o papel de Leocádia, porém o contrato da atriz não foi renovado no final de 2016 e a personagem passou para Esther Góes. Juliana Silveira chegou a ser anunciada no papel de Lizabeta, porém foi remanejada para Apocalipse, passando-a para Adriana Birolli. Kadu Moliterno, Paulo Gorgulho, Giuseppe Oristânio, Victor Pecoraro, Bemvindo Sequeira, Angelina Muniz e Thierry Figueira foram confirmados no elenco em outubro. Para o elenco, a direção investiu na contratação de atores que não haviam realizado trabalhos na emissora ainda, incluindo Eri Johnson, Adriana Birolli e Juliana Knust, além do retorno de Helena Fernandes e Sílvia Salgado.

### Preparação
Antes do início das gravações, o elenco de Belaventura passou por estudos e workshops para aprofundar os conhecimentos e os costumes da Idade Média para que pudessem criar os gestuais e comportamento dos personagens. A historiadora Beatris Gonçalves, especializada em história medieval, acompanhou Gustavo Reiz enquanto escrevia a obra, ajudando a roteirizar a forma coloquial com que se falava na época, sendo também responsável pelas instruções na criação da personalidade e postura dos personagens. Para compor o perfil dos arqueiros, Ivan Mendes, Marco Antônio Gimenez e Alexandre Barillari passaram por aulas de arco e flecha, equitação e luta com espadas. Quem também passou por aulas de equitação foi Leandro Lima, que também ingressou em aulas de história para entender o comportamento da época. Para interpretar a protagonista, que é oito anos mais nova, Rayanne Morais decidiu emagrecer para deixar seu corpo com a aparência de menos desenvolvido. Rayanne e Bárbara Borges também passaram por aulas de costura e bordado. Juliana Knust realizou aulas de dança vitoriana.

## Enredo
No início do século XV, a guerra entre Redenção e Valedo – comandados pelo duque Otoniel (Kadu Moliterno) e pelo conde Severo (Floriano Peixoto) – chega ao fim com um acordo de paz para unificá-los, criando o reino de Belaventura. Otoniel é coroado rei após uma disputa de justa e Severo inconformado envenena a esposa do rival, tendo que fugir por longos anos. É nesta época que o príncipe-herdeiro Enrico (Bernardo Velasco) conhece ainda criança Pietra (Rayanne Morais), plebeia por quem se apaixona e não consegue esquecer. A vida da menina é despedaçada quando sua mãe, Lucy (Larissa Maciel), desaparece ao ser acusada de bruxaria pelo maquiavélico Cedric (Giuseppe Oristânio), membro de um grupo de Inquisição, e acaba criada pelo bêbado e agressivo Biniek (Paulo Reis). Dez anos depois, Enrico e Pietra se reencontram e decidem lutar pelo romance proibido com a ajuda de Bartolion (Paulo Gorgulho), conselheiro real que os guia na missão de unir realeza e plebe e em enfrentar Otoniel, que planeja casar o filho com uma nobre.
Além disso, Severo retorna tomado pelo ódio e cada vez mais manipulado pela esposa, Marión (Helena Fernandes), uma condessa ambiciosa que ainda almeja se tornar rainha a qualquer custo. Eles têm três filhos: Arturo (José Victor Pires) e Jacques (Leandro Lima) têm bom coração, mas são manobrados pelos pais; já Brione (Juliana Didone) se recusa a entrar em conspirações e vive um romance proibido com Gonzalo (Alexandre Slaviero), um carpinteiro pobre que quer encontrar o irmão sequestrado recém-nascido quinze anos antes. O que ninguém imagina é que o jovem é Arturo, raptado por Marión para despistar suas traições com Fernão (Victor Pecoraro). Já as filhas de Otoniel tomaram caminhos diferentes: Lizabeta (Adriana Birolli) é romântica, justa e apaixonada por Jacques, enquanto Carmona (Camila Rodrigues) é arrogante e despreza Enrico por não ser sucessora ao trono – mesmo sendo a mais velha – só por ser mulher, conspirando contra ele. Ademais, ela vive uma relação de amor e ódio com o quadrilheiro Tácitus (Alexandre Barillari).
Na vila dos plebeus ainda vive Dulcinea (Anaju Dorigon), uma órfã criada por Falstaff (André Mattos), taberneiro violento que constantemente a maltrata e abusa sexualmente, vendo a esperança de sair desta vida ao conhecer o caçador de recompensas Accalon (Paulo Lessa), que decide lutar por ela. A fogosa Polentina (Bárbara Borges) vive em guerra com a vizinha Matriona (Angelina Muniz) e é disputada por Daros (Ivan Mendes) e Gregor (Marco Antônio Gimenez), justiceiros que roubam dos ricos para doar aos pobres. Tamar (Lidi Lisboa) foi prometida como noiva de Enrico pelo tio, o ranzinza conde Páris (Bemvindo Sequeira), que vê nela a chance de multiplicar sua fortuna, mas é apaixonada verdadeiramente pelo escritor Dumas (Bruno Padilha). Tudo muda com a chegada de Selena (Gisele Itié), uma moça ambiciosa e que envolve com seu jogo de sedução Otoniel, Severo e Enrico em busca de poder.

## Exibição

### Adiamento e estreia
Originalmente, Belaventura era programada para estrear em 10 de janeiro de 2017, ocupando a faixa que seria deixada por Escrava Mãe, do mesmo autor. Em outubro de 2016, porém, foi revelado que a trama estrearia apenas em fevereiro, deixando três semanas da faixa de horário ocupada pela extensão do telejornal local. Em 22 de dezembro é anunciado que a faixa seria ocupada pela reexibição de A Escrava Isaura, produzida em 2004. A decisão foi tomada uma vez que houve um atraso na produção dos cenários e customização dos figurinos da nova trama, sendo que as gravações internas começaram apenas em 1 de junho. Apesar do receio em ocupar a faixa com uma reprise, Isaura conseguiu elevar a audiência da inédita anterior, chegando a liderar o horário em algumas capitais, deixando uma boa recepção para Belaventura. Em junho foi anunciado que a telenovela estrearia em julho, porém sem revelar a data exata. Com base na sinopse fornecida pela emissora, o Departamento de Justiça, Classificação, Títulos e Qualificação classificou inicialmente Belaventura como "não recomendada para menores de 12 anos", antes do início de sua exibição por conter cenas de lutas com armas brancas. Em 11 de julho é anunciado a data oficial de Belaventura para 25 do mesmo mês às 19h30. A estreia se deu num dia em que a emissora promoveu mudanças em sua grade, com o início da reapresentação de Os Dez Mandamentos e a reestreia de um telejornal local em São Paulo.

### Prévias e divulgação
As primeiras cenas da telenovela foram exibidas em 3 de março durante a entrevista de Eri Johnson no Programa do Porchat. A primeira prévia foi liberada em 20 de maio, mostrando o encontro dos personagens de Bernardo Velasco e Rayanne Morais, os quais recitam "Grandes histórias nascem de grandes conquistas. Mas o amor é capaz de mudar o rumo de qualquer história". Em 22 de maio é liberada a segunda prévia, mostrando cenas das batalhas da Inquisição sob a narração de Paulo Gorgulho, que dizia "Numa época em que a espada determinava o destino dos povos, valentes cavaleiros perdiam suas vidas".
Em 6 de julho é lançada a primeira chamada oficial, com Eri Johnson vestido de bobo da corte e recitando "Muitos o desejam, mas poucos o merecem. Apenas um será capaz de conquistá-lo", referindo-se ao trono real e a disputa entre os dois duques para se tornar o primeiro rei na trama. Em 13 de junho é liberada a segunda chamada, mostrando a vida pregressa do príncipe Enrico e seu primeiro encontro com Pietra, chamando o público para acompanhar o desenrolar do romance após uma década. As chamadas seguintes mostraram trechos das histórias da família de Severo e sua ambição pelo pelo trono, do romance de Brione, além da luta de Lucy para fugir da caça às bruxas.
Na mesma época o elenco foi liberado para publicar fotos e vídeos pessoais dos bastidores, além de serem lançadas as artes oficiais divulgadas  nas redes sociais da equipe, atores e emissora. O Jornal da Record foi o primeiro a exibir uma reportagem sobre Belaventura, em 18 de julho, entrevistando alguns dos atores e tendo o autor levando a repórter Adriana Rezende pelos cenários. Em 19 de julho foram realizadas reportagens também no Fala Brasil e Hoje em Dia. No mesmo dia a telenovela é apresentada oficialmente para a mídia e convidados durante uma coletiva de imprensa realizada na sede da emissora no Rio de Janeiro. Gustavo Reiz, Ivan Zettel e parte do elenco estiveram presentes para falarem sobre a trama. A repórter Lívia Mendonça esteve presente, realizando entradas ao vivo durante o Balanço Geral.

### Reprise
Foi reprisada de 8 de março a 31 de maio de 2021, às 15h15min, e durante a reta final às 16h00min, em 61 capítulos, substituindo Escrava Mãe e sendo substituída por Prova de Amor.

## Elenco
| Intérprete            | Personagem                                               |
| --------------------- | -------------------------------------------------------- |
| Bernardo Velasco      | Enrico Montebelo e Luxemburgo, Príncipe de Belaventura   |
| Rayanne Morais        | Pietra Florenza                                          |
| Helena Fernandes      | Marion Alencastro Bourbon, Condessa de Valedo            |
| Floriano Peixoto      | Severo Alencastro Bourbon, Conde de Valedo               |
| Kadu Moliterno        | Otoniel Montebelo e Luxemburgo II, Rei de Belaventura    |
| Giselle Itié          | Selena Falcon                                            |
| Camila Rodrigues      | Carmona Montebelo e Luxemburgo, Princesa de Belaventura  |
| Adriana Birolli       | Lizabeta Montebelo e Luxemburgo, Princesa de Belaventura |
| Leandro Lima          | Jacques de Alencastro Bourbon, Príncipe de Valedo        |
| Juliana Didone        | Brione de Alencastro Bourbon, Princesa de Valedo         |
| Paulo Gorgulho        | Bartolion                                                |
| Giuseppe Oristânio    | Cedric Cadis, Marquês de Burgos                          |
| Eri Johnson           | Corinto                                                  |
| Bárbara Borges        | Polentina Alvarez                                        |
| Angelina Muniz        | Matriona Mascate                                         |
| Esther Góes           | Leocádia de Alencastro Bourbon, Condessa-Mãe de Valedo   |
| Alexandre Slaviero    | Gonzalo Castroneves                                      |
| Alexandre Barillari   | Tácitus Mascate                                          |
| Paulo Lessa           | Accalon                                                  |
| Anajú Dorigon         | Dulcinéa Hector                                          |
| André Mattos          | Falstaff                                                 |
| Bemvindo Sequeira     | Páris La Rosie, Conde de Siena                           |
| Lidi Lisboa           | Tamar La Rosie, Princesa de Siena                        |
| Bruno Padilha         | Dumas                                                    |
| Paulo César Grande    | Merlino                                                  |
| Victor Pecoraro       | Fernão                                                   |
| Marcela Muniz         | Tiana Castroneves                                        |
| Raymundo de Souza     | Joniel Castroneves                                       |
| José Victor Pires     | Arturo de Alencastro Bourbon, Príncipe de Valedo         |
| Ivan Mendes           | Daros                                                    |
| Marco Antônio Gimenez | Gregor                                                   |
| Sílvia Salgado        | Elia Delgado                                             |
| Leonardo Franco       | Mistral Delgado                                          |
| Iara Jamra            | Inesita                                                  |
| Thierry Figueira      | Nodier Cadis                                             |
| Paulo Reis            | Biniek                                                   |
| Letícia Pedro         | Ariela Hector                                            |
| Élcio Romar           | Quixote Mascate                                          |
| Guga Coelho           | Fubaldo Alvarez                                          |
| Anita Amizo           | Laurinda                                                 |
| Kátia Moraes          | Solimara                                                 |
| Felipe Fagundes       | Fergau                                                   |
| Dayane Bartoli        | Ninit                                                    |
| Desireé Della Volpi   | Erce                                                     |
| Thiago Giacomini      | Chavel                                                   |
| Dudu Oliveira         | Balin                                                    |

### Participações especiais
| Intérprete          | Personagem                                              |
| ------------------- | ------------------------------------------------------- |
| Larissa Maciel      | Lucy Florenza                                           |
| Juliana Knust       | Vitoriana Montebelo e Luxemburgo, Rainha de Belaventura |
| Rodrigo Phavanello  | Michel Berga, Príncipe de Alamis                        |
| Sérgio Stern        | Mestre Inquisitor                                       |
| Bernardo Falcone    | Ian                                                     |
| Najla Raja          | Morgana                                                 |
| Alexander Hrodrich  | Nial                                                    |
| Gabriel Ferrarini   | Enrico (criança)                                        |
| Bia Passos          | Pietra (criança)                                        |
| Luiz Eduardo Toledo | Gonzalo (criança)                                       |
| Ana Clara Roza      | Carmona (criança)                                       |
| Brunna Vaucher      | Lizabeta (criança)                                      |
| Alana Silva         | Brione (criança)                                        |
| Luis Augusto Formal | Jacques (criança)                                       |
| Davi Cunha          | Tácitus (criança)                                       |

## Música
A trilha sonora foi lançada apenas para streaming em 25 de julho de 2017, mesmo dia da estreia da telenovela, trazendo na capa Rayanne Morais e Bernardo Velasco caracterizado como os protagonistas. "Fascinação", de Elis Regina, foi escolhida como tema do casal de protagonistas. O produtor musical e filho da cantora, João Marcello Bôscoli, realizou uma nova versão da canção, contando com uma orquestra sinfônica e a remasterização da voz da artista para que se torne mais emocional.
Lista de faixas
| N.º | Título                    | Música                              | Personagem tema    | Duração |  |
| 1.  | "Hallelujah"              | Rufus Wainwright                    | Geral              | 4:11    |  |
| 2.  | "Ninguém te Amou Assim"   | José Augusto                        | Enrico e Pietra    | 3:46    |  |
| 3.  | "Pensamento"              | Fagner                              | Otoniel            | 3:07    |  |
| 4.  | "Pra Nunca Dizer Adeus"   | Leonardo                            | Jacques e Lizabeta | 3:15    |  |
| 5.  | "Fascinação"              | Elis Regina                         | Enrico e Pietra    | 3:01    |  |
| 6.  | "Evidências"              | Chitãozinho & Xororó                | Carmona e Tácitus  | 5:42    |  |
| 7.  | "Apenas Mais Uma de Amor" | Daniel                              | Tamar e Dumas      | 3:21    |  |
| 8.  | "Onde Estará o Meu Amor"  | Maria Bethânia e Chico César        | Tiana              | 3:31    |  |
| 9.  | "Colar de Contas"         | Angelo Paes Leme e Rodrigo Maranhão | Dulcinéa e Accalon | 3:06    |  |
| 10. | "Tudo que Se Quer"        | Emílio Santiago e Verônica Sabino   | Brione e Gonzalo   | 3:59    |  |
| 11. | "Sinfonia n.º 9"          | Beethoven                           | Geral              | 13:42   |  |

Outras canções não incluídas no álbum
- "Ensaio sobre o Amor" - Roberta Campos (tema de Enrico e Pietra)
- "Sensível Demais" - Jorge Vercillo (tema de Arturo e Ariela)

## Recepção da crítica
| |  |  |
| Helena Fernandes (esquerda) e Larissa Maciel (direita) foram elogiadas por suas atuações como a diabólica Marión e a sofredora Lucy, respectivamente. |  |  |

Belaventura recebeu críticas positivas dos profissionais especializados. Nilson Xavier, da coluna Blogosfera, do portal UOL, elogiou os figurinos, a cenografia e a escolha de atores já tidos como tradicionais da emissora. Para o jornalista, o maior destaque é o texto do autor, descrito como "direto, que fala despretensiosamente ao público, com tramas envolvendo arquétipos de contos de fadas" e com "dramas bem armados", dizendo ainda que "roteiro e edição trabalharam a favor do telespectador" e que a trama instiga a continuar assistindo. Patrícia Kogut, do jornal O Globo, deu nota dez para a telenovela e comparou-a com Escrava Mãe, elogiando o fato do autor continuar fazendo tramas que caminham rapidamente, sem dar tempo para cenas desnecessárias, destacando a direção e os personagens de Esther Góes, Floriano Peixoto e Leonardo Franco. Para a colunista a fotografia e efeitos especiais, são o ponto alto da trama, declarando que Belaventura tem "externas bonitas e a cenografia correta, assim como os figurinos".
Jorge Luiz Brasil, da revista Minha Novela, elogiou os figurinos, os cenários e a trilha sonora, destacando Helena Fernandes e Esther Góes como os grandes nomes da trama e dizendo que a escolha de Bernardo Velasco e Rayanne Morais como protagonistas, apesar de inexperientes, foi necessária para revelar novos talentos e fazê-los crescer em cena. André Santana, do portal Observatório da Televisão, classificou Gustavo Reiz como um "exímio carpinteiro" ao criar boas telenovelas na emissora e destacou Helena Fernandes como o principal nome no elenco, dizendo que sua personagem era interessantíssima no perfil de "bruxa má". Para o jornalista, Belaventura une um folhetim tradicional com a ousadia de ser original ao apostar na Idade Média, acrescentando que essa época foi anteriormente utilizada em maior destaque em Que Rei Sou Eu?, da Rede Globo em 1989, embora como pano de fundo para uma comédia, não para um romance dramático. Thallys Bruno, do portal TV História, destacou Helena Fernandes e Larissa Maciel como as melhores atuações, dizendo que a primeira "deu o tom perfeito, semelhante às bruxas de contos de fadas", enquanto a segunda conseguiu emocionar, elogiando ainda Floriano Peixoto e Giuseppe Oristânio. O crítico também elogiou o texto do autor e disse que a telenovela era uma melhor alternativa em relação a Pega Pega, da Rede Globo, descrita como "insossa".

## Audiência
Exibição original
Apesar de esperar garantir a vice-liderança, a emissora não definiu uma meta de audiência para se atingir, segundo informações do diretor executivo da RecordTV, Marcelo Silva. A estreia de Belaventura marcou 8,1 pontos com picos de 10, garantindo a vice-liderança na Grande São Paulo, embora representasse 5,9 pontos a menos que a anterior, a reprise de A Escrava Isaura, que havia marcado 14 pontos em seu primeiro capítulo — redução esta ocorrida pelo fato do sinal da emissora estar fora das operadoras de televisão paga na região.  Em Salvador e Goiânia ocorreram os melhores resultados na estreia, atingindo 13,9 pontos. Três semanas depois, a trama já estava com 7,2 pontos de média acumulada em São Paulo, repetindo a marca Painel Nacional de Televisão do Kantar IBOPE Media. Seu menor índice foi registrado em 15 de dezembro, quando marcou apenas 3,8 pontos. O último capítulo registrou 6 pontos, sendo que no geral Belaventura teve média geral também de 6 pontos.
Reprise
O primeiro capítulo registrou 5,1 pontos, 3,5 pontos a menos que a reestreia de Escrava Mãe, sua antecessora. Além disso, foi a menor média de estreia da faixa desde 2015. O segundo capítulo teve um expressivo crescimento e cravou 6 pontos. O quarto capítulo cravou 6,3 pontos. Em 17 de março de 2021, após o fim de Escrava Mãe, a novela registra 4,9 pontos. No dia seguinte (18 de março), registrou 4,4 pontos. Em 22 de março, registrou 4,3 pontos, chegando a permanecer por alguns minutos atrás da RedeTV!. Seu pior índice foi registrado no penúltimo capítulo, exibido em 28 de maio com 3,3 pontos. O último capítulo registrou 4,2 pontos, ficando em terceiro lugar isolado. A trama teve média geral de 4,4 pontos, sendo a pior média do horário desde a sua inauguração em 2015.

## Prêmios e indicações
| Ano  | Prêmio                    | Categoria          | Indicação        | Resultado | Ref.   |
| ---- | ------------------------- | ------------------ | ---------------- | --------- | ------ |
| 2017 | Prêmio Jovem Brasileiro   | Melhor Atriz Jovem | Anajú Dorigon    | Indicado  | [ 80 ] |
| 2017 | Prêmio Notícias de TV     | Melhor Ator        | Bernardo Velasco | Indicado  | [ 81 ] |
| 2018 | Prêmio Extra de Televisão | Revelação Feminina | Rayanne Morais   | Indicado  | [ 82 ] |